# Lipinki (Chełm)
Lipinki [pronunciación en polaco: /lʲiˈpʲiŋkʲi/] es un pueblo ubicado en el distrito administrativo de Gmina Żbarroź, dentro del condado de Chełm, Voivodato de Lublin, en Polonia oriental. Se encuentra aproximadamente a 10 kilómetros al noreste de Żbarroź, a 21 kilómetros al este de Chełm, y a 85 kilómetros al este de la capital regional Lublin.